# 熊本県立大学環境共生学部・大学院環境共生学研究科
熊本県立大学環境共生学部（くまもとけんりつだいがくかんきょうきょうせいがくぶ、Faculty of Environmental & Symbiotic Sciences）は、熊本県立大学に設置されている環境科学部。熊本県立大学大学院環境共生学研究科（くまもとけんりつだいがくだいがくいんかんきょうきょうせいがくけんきゅうか、Graduate School of Environmental & Symbiotic Sciences）は、熊本県立大学大学院に設置されている環境科学研究科。

## 沿革
- 1949年 熊本県立女子専門学校を母体に熊本女子大学が開学。学芸学部に生活学科が創設される
- 1953年 学芸学部を文家政学部に改組、生活学科は家政学科に変更
- 1963年 文家政学部家政学科を家政学科と食物学科に改組
- 1980年 文家政学部を生活科学部に改組。食物栄養学科、生活環境学科、生活経営学科を開設
- 1994年 大学名を熊本県立大学に名称変更。男女共学に移行
- 1999年 生活科学部を環境共生学部に改組。環境共生学科の1学科とし、既存の学科を生態・環境資源学、居住環境学、食・健康環境学の各コース制に改組
- 2003年 大学院環境共生学研究科を創設し、環境共生学専攻修士課程を開設
- 2005年 大学院環境共生学研究科に環境共生学専攻博士課程を開設
- 2008年 環境共生学部の環境共生学科の生態・環境資源学、居住環境学、食・健康環境学の各コースをそれぞれ環境資源学科、居住環境学科、食健康学科に改組
- 2019年 環境共生学部の環境資源学科、居住環境学科、食健康学科の3学科を環境共生学科の1学科に再編。3つの学科をそれぞれ環境資源学専攻、居住環境学専攻、食健康環境学専攻に再改組。環境共生学部に食育推進室を設置。

## 学部組織
環境共生学部
- 環境共生学科
  - 環境資源学専攻（環境学、農学）
  - 居住環境学専攻（建築学科）
  - 食健康環境学専攻（健康学や管理栄養士養成施設）

## 大学院
環境共生学研究科
- 環境共生学専攻（修士課程、博士課程）
  - 発展型領域：環境科学分野/空間システム学分野/栄養・健康学分野
  - 融合型領域：地域資源活用学分野